# Pund (møntenhed)
 For alternative betydninger, se Pund. (Se også artikler, som begynder med Pund)
Pund (ofte repræsenteret ved pundtegnet: £) er navnet på møntenheden i flere lande:
- Cypern
- Egypten
- Libanon
- Syrien
- UK – se Britiske pund

Pund var tidligere navnet på møntenheden i Irland samt Malta. Det irske pund blev afskaffet da Irland gik over til Euro i 1999, det maltesiske pund blev afskaffet i 2004 da Malta ligeledes blev medlem af EU og gik over til Euro.
Møntenheden har navn efter vægtenheden troy pound (latin: Libra). Møntenheden betød oprindeligt ét pund ren sølv.
Den tidligere italienske møntenhed lira (plur. lire) og den ældre franske livre har samme oprindelse og betydning.

## Baggrund
Karl den Store indførte i slutningen af 700-tallet et nyt møntsystem i Frankerriget med pundet som den største møntenhed: 1 libra (pund) = 20 solidi = 240 denari. Pundet havde en værdi svarende til ét pund rent sølv; Karl den Store standardiserede samtidig vægtenheden pund. Det var grundlaget for det karolingiske møntsystem, som blev anvendt i store dele af Europa og efterhånden også i de europæiske landes oversøiske besiddelser i flere hundrede år, indtil man gik over til valutaer, der bygger på decimalsystemet, i 1700- og 1800-tallet i de fleste lande. I Storbritannien overlevede den engelske udgave af det karolingiske møntsystem i form af opdelingen i pund, shilling og pence indtil 1971.